# Obereopsis parteflavicornis
Obereopsis parteflavicornis là một loài bọ cánh cứng trong họ Cerambycidae.